# Franz von Bayros

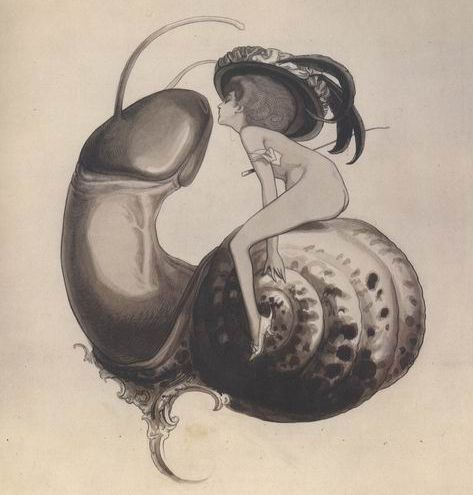
Ex-libris; rond 1900

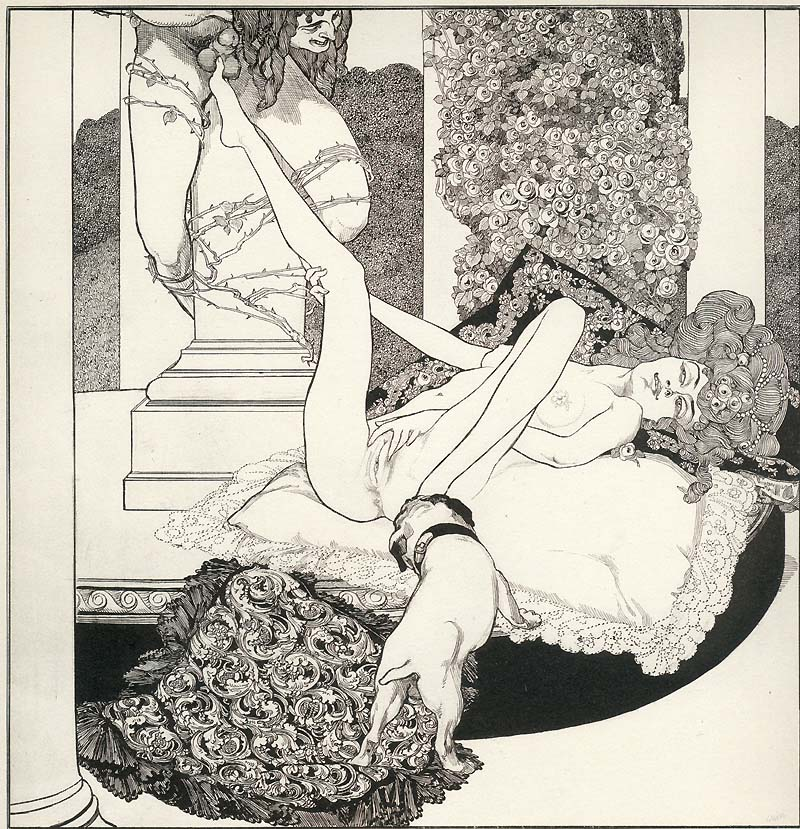
Erotisch werk van Franz von Bayros

Franz von Bayros (Zagreb, 28 mei 1866 - Wenen, 3 april 1924) was een Oostenrijks artiest, illustrator en schilder. Von Bayros was vooral bekend om zijn controversiële Tales at the Dressing Table- portfolio. Hij behoorde tot de Decadente beweging in de kunst, vaak met behulp van erotische thema's.

## Biografie
Bayros werd geboren in Zagreb, dat toen nog deel uitmaakte van het Oostenrijks-Hongaarse rijk.
Op zeventienjarige leeftijd slaagde hij voor het toelatingsexamen voor de Academie van beeldende kunsten in Wenen. Bayros mengde zich in de high society en maakte deel uit van de vriendenkring van Johann Strauss II, wiens stiefdochter Alice hij trouwde in 1896. Het volgende jaar verhuisde Bayros naar München. Daar studeerde hij van 1887 tot 1889 aan de Academie voor beeldende kunsten. Later kreeg hij nog les van Heinrich Knirr en Adolf Hölzel
In 1904 gaf hij zijn eerste tentoonstelling in München, die goed werd ontvangen. Van 1904 tot 1908 reisde hij naar Parijs en Italië om zijn studies voort te zetten. In 1911 creëerde hij zijn meest beroemde en controversiële werk, Tales from the Dressing Table. Terugkerend naar Wenen voelde hij zich een buitenstaander en het uitbreken van de Eerste Wereldoorlog verhoogde zijn gevoel van vervreemding. Zijn werk is te vinden in het Metropolitan Museum of Art in New York. Hij tekende in totaal meer dan 2000 illustraties.
Bayros stierf in 1924 in Wenen, aan een hersenbloeding.

## Galerij (selecties)

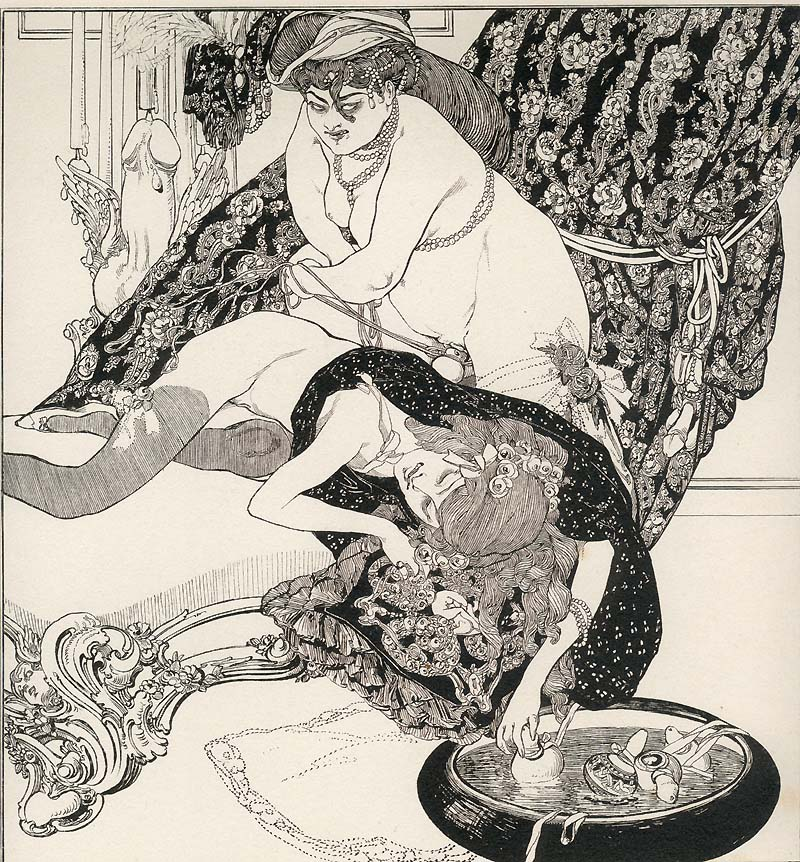
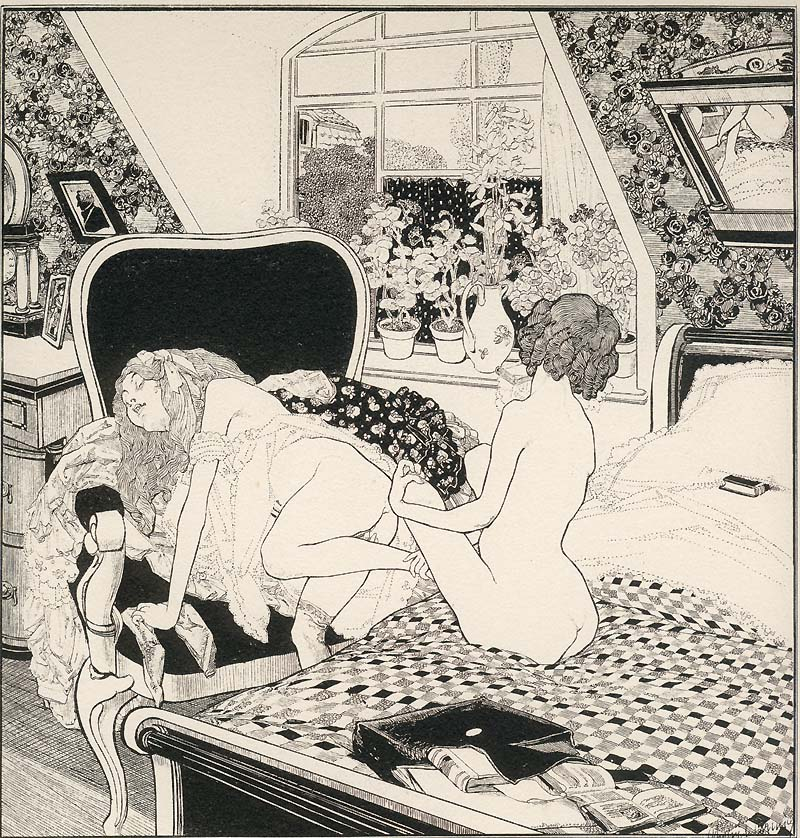

Ex-libris

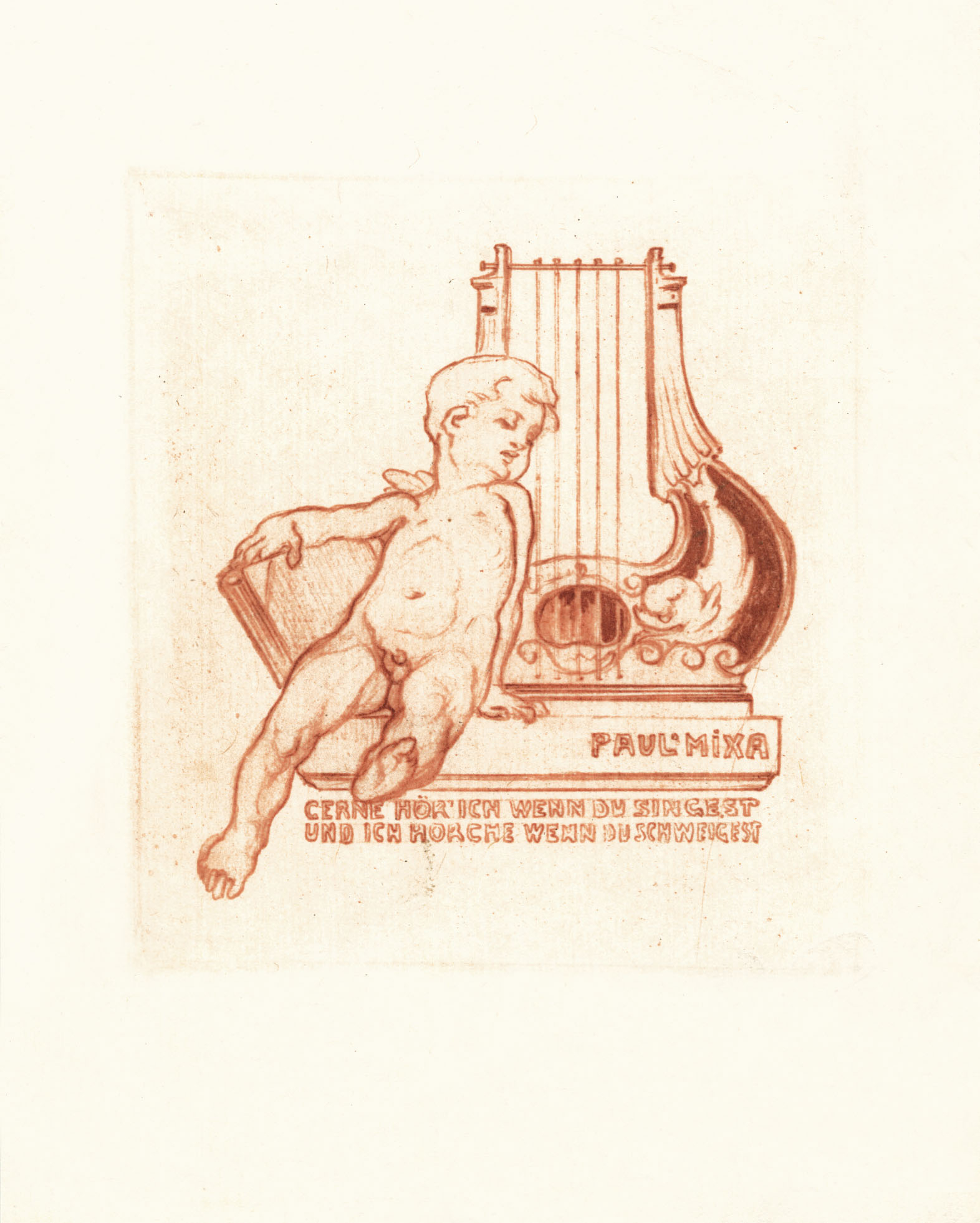
Ex-libris Paul Mixa (c. 1924)
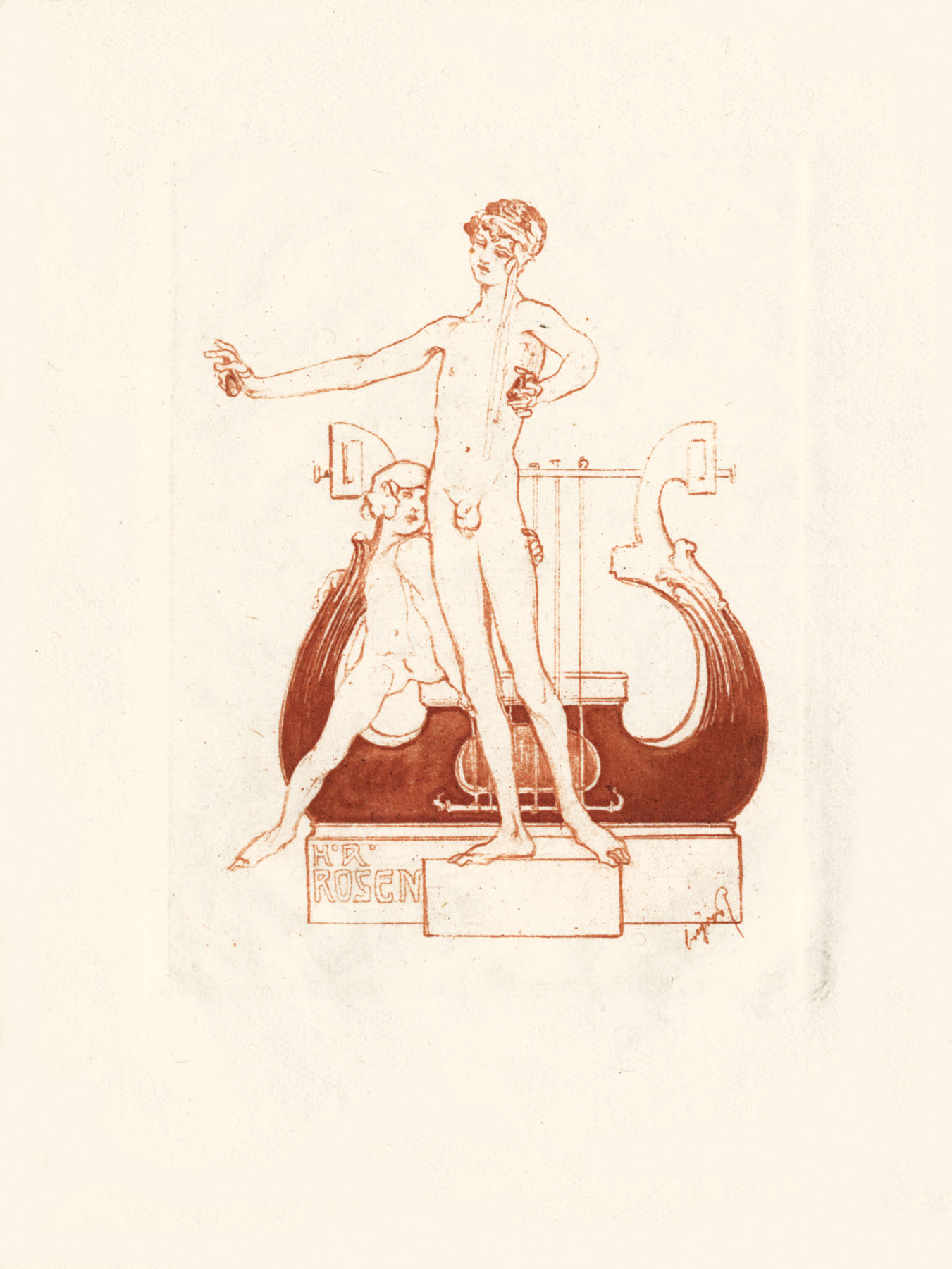
Ex-libris H.R. Rosen (c. 1924)
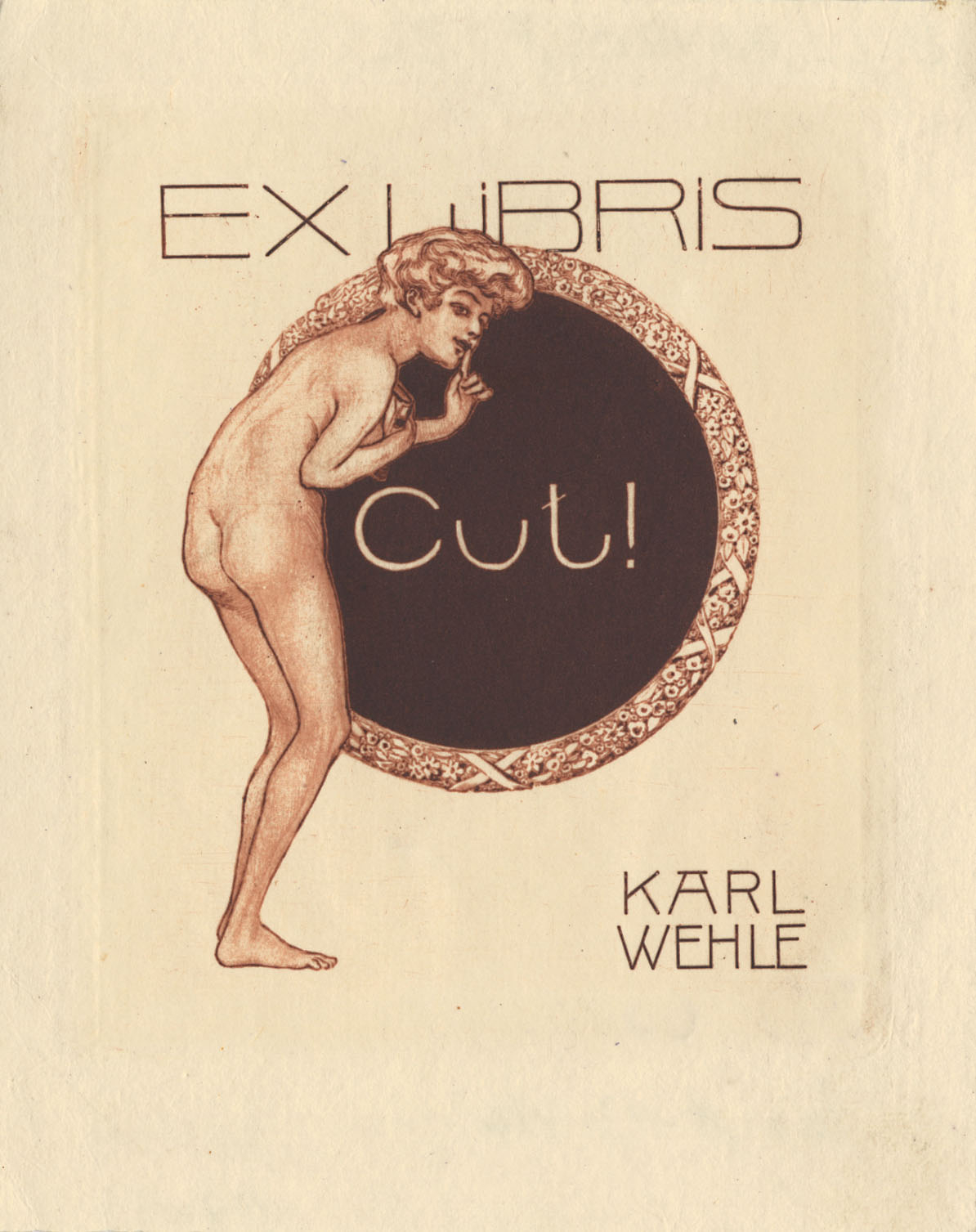
Ex-libris Karl Wehle (c. 1924)

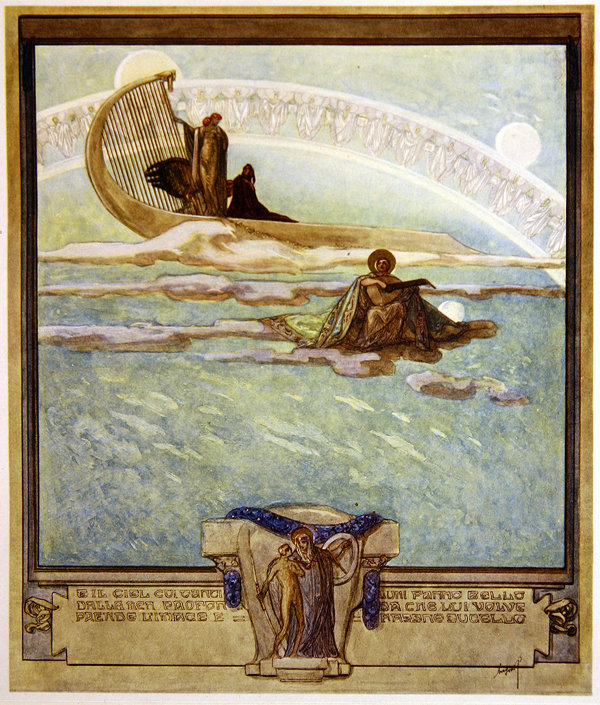
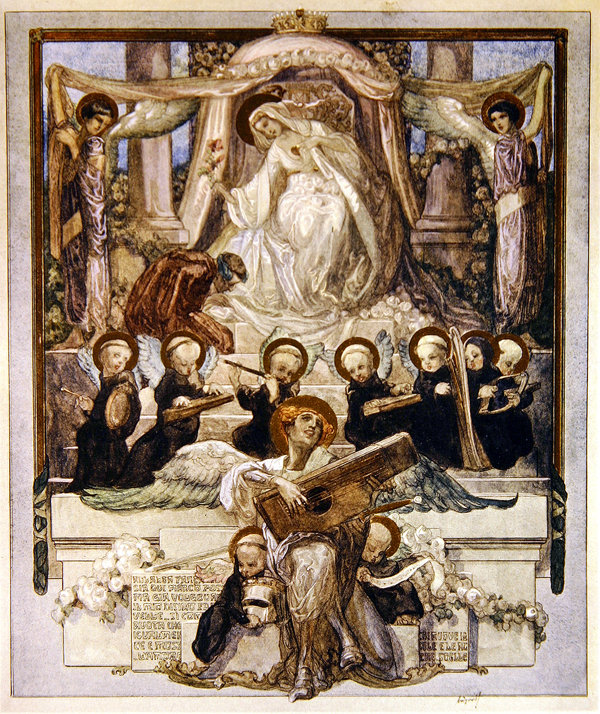

Illustraties van Dante's Divine Comedy
Decadente werken